# Kodak Kodacolor

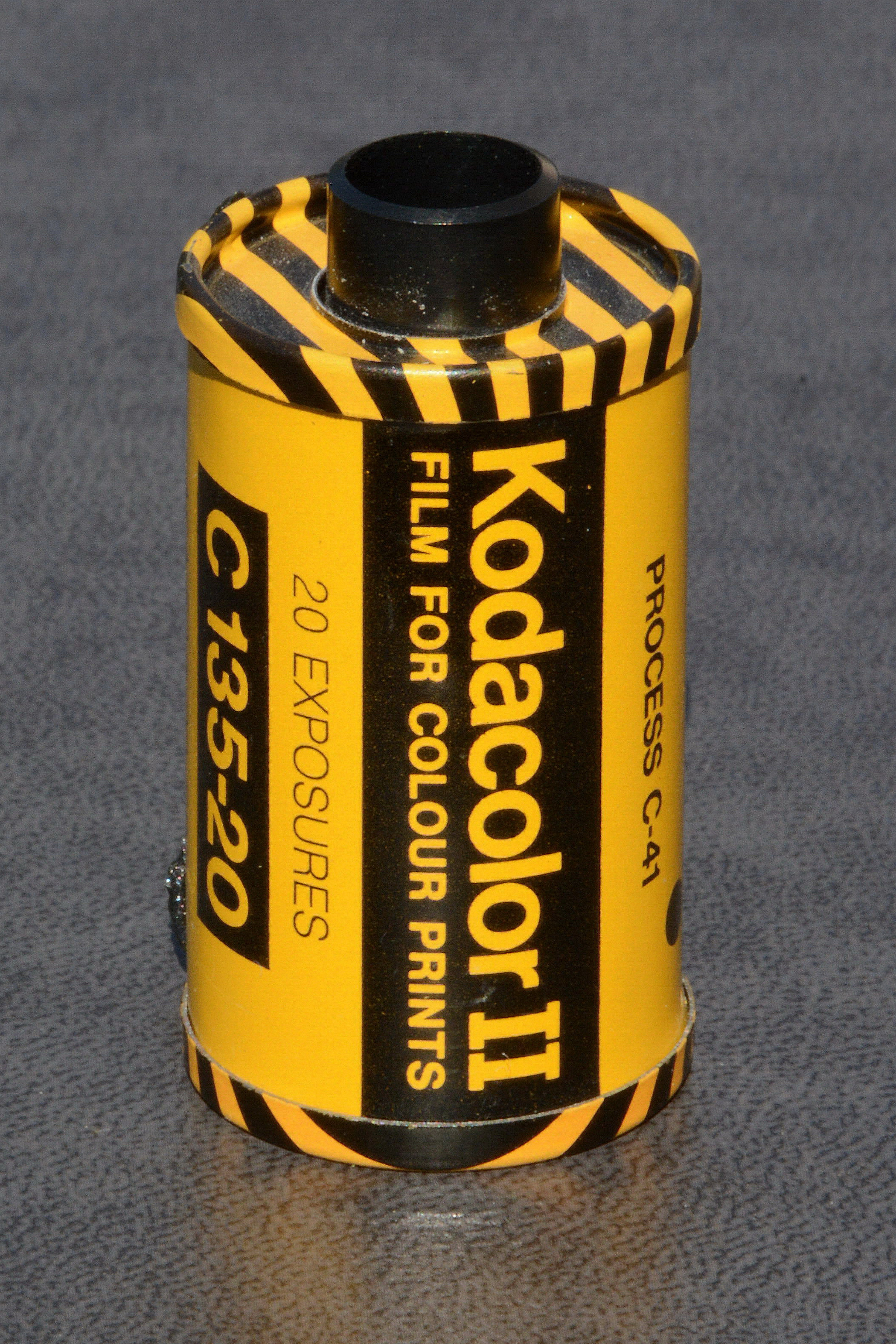
Kodacolor II – Kleinbildfilm für Farbnegative

Kodak Kodacolor ist eine Familie von Farbnegativfilmen, deren erster Vertreter 1942 durch die Firma Kodak auf den Markt gebracht wurde.

## Geschichte und Entwicklung
Kodak stellte bereits 1925 den ersten Linsenrasterschmalfilm unter der Bezeichnung Kodacolor vor.
Das Kodacolor-Verfahren aus dem Jahr 1942 wurde von Jelley und Vittum entwickelt; Kodak behauptet, es habe sich bei Kodacolor – mit einer Filmempfindlichkeit von 20 ASA – um den ersten Farbnegativfilm der Welt für Papierbilder gehandelt. Das Agfacolor-Verfahren wurde jedoch bereits zwischen 1934 und 1938 von Agfa entwickelt und der Agfacolor-Film ab 1939 als erster Negativ-Positiv-Film vermarktet.
1952 wurde als neues Produkt Eastman Color, ein Dreischichtverfahren für Negativ- und Positivfilme, eingeführt. Später wird diese Produktreihe als Ektacolor bezeichnet.
1977 erscheinen die ersten hochempfindlichen Farbnegativfilme mit ISO 400/27° am Markt, darunter der Kodacolor 400.
1982 wird die Emulsion mit der Einführung des sogenannten T-Grain-Filmkorns grundlegend verändert und der Kodacolor VR 1000 wird vorgestellt. Er nutzt eine neu entwickelte Emulsionstechnologie, die einen entscheidenden qualitativen Durchbruch für die Empfindlichkeit der Silberhalogenidkristalle bringt. T-Grain ist ein Nebenprodukt aus der Entwicklung der Filme für die Kodak Disc-Kamera, die in demselben Jahr vorgestellt wurde und wegen der besonders kleinen Negativfläche sehr feines Filmkorn forderte.
1986 wurden die Emulsionen erneut überarbeitet, als der Kodacolor VR-G 35 (= Kodacolor Gold; Werbeslogan: Kodacolor Gold Film. Das Farbwunder) vorgestellt wurde. Zeitgleich brachte Fujifilm unter der Bezeichnung Fujicolor Super HR eine vergleichbare Emulsion auf den Markt.
Den letzten Entwicklungsschritt bildete die 2000 im deutschsprachigen Raum vorgestellte Filmgeneration Farbwelt, die angeblich besonders auf den Geschmack deutschsprachiger Kunden abgestimmt sein soll.
Der Markenname Kodacolor wird von Kodak bis in die Gegenwart für Farbnegativfilme verwendet, selbst wenn die Emulsionen sich beträchtlich vom ursprünglichen Kodacolor unterscheiden.

## Produkte
Zu den aktuellen Kodak-Kodacolor-Filmen gehören der Kodacolor Gold 100, Kodacolor VR Plus 100, Kodacolor VR Plus 200, Kodacolor Gold 200 GB, Kodacolor Gold 400, Kodacolor Pro Gold 400, Kodacolor Gold 400 GC, Kodacolor VR Plus 400, Kodak Professional Elite Color 200 & 400 u. a.

## Auflösungsvermögen
Ausgewählte Farbnegativfilme: Das Auflösungsvermögen wurde bei verschiedenen Objektkontrasten (1,6:1 und 1000:1) gemessen und wird in Linien pro Millimeter angegebenen.
| Filmtyp                    | Auflösungsvermögen in L/mm bei Objektkontrast | Auflösungsvermögen in L/mm bei Objektkontrast |
| Filmtyp                    | 1,6:1                                         | 1000:1                                        |
| Farbnegativfilme           |                                               |                                               |
| Kodacolor Gold II 100      | 50                                            | 100                                           |
| Kodacolor Gold II 400      | 50                                            | 100                                           |
| Vericolor III Prof. Type S | 50                                            | 100                                           |